# نهى سمارة
نهى عبد الله سمارة (1944 – 1 يونيو 1992) أديبة وروائية وكاتبة وصحافية فلسطينية، ولدت في مدينة طولكرم بفلسطين، تُعد واحدة من رائدات الحركة الأدبية النسوية الفلسطينية.

## نشأتها
وُلدت نهى عبد الله سمارة في مدينة طولكرم الفلسطينية عام 1944، وقد نشأت في وسط عائلة سياسية في طولكرم؛ إذ أنها ابنة السياسي الفلسطيني القومي "عبد الله سمارة" عضو المؤتمر العربي الفلسطيني عن طولكرم وأحد أبرز شخصيات الحزب العربي الفلسطيني.

## حياتها الأدبية
انتقلت نهى سمارة إلى العاصمة اللبنانية بيروت برفقة والدها عبد الله سمارة الذي اضطر على مغادرة فلسطين بسبب نشاطه السياسي ضد إسرائيل، وهناك في لبنان عملت نهى في الصحافة الثقافية والنسائية منذ عام 1962، فحررت في شتى القضايا الثقافية وشؤون المرأة وكتبت الأعمال القصصية في العديد من الصحف اللبنانية كصحيفة النهار وصحيفة المحرر وغيرها، وتزوجت في لبنان من اللبناني "عفيف صيداوي"، وقبل اندلاع حرب النكسة عام 1967 فقد زارت سمارة بلدها فلسطين برفقة صديقتها حنان الشيخ.
عام 1973 نشرت سمارة روايتها الأولى "في مدينة المستنقع" فلفتت أنظار النقاد والقراء لها، وفي عام 1975 اضطرت إلى مغادرة لبنان إثر اندلاع شرارة الحرب الأهلية اللبنانية متوجهةً إلى العاصمة القطرية الدوحة، وحاملةً معها طفليها من زوجها من عائلة "الصيداوي" الذي تزوجته في لبنان، وبعد عام انتقلت من الدوحة إلى لندن حيث مكثت فيها لمدة عامين، ثم انتقلت إلى العاصمة الفرنسية باريس.
انتقلت بعد ذلك إلى قبرص حيث عملت رئيسة لقسم المجتمع والمرأة في مجلة "الشاهد" الثقافية وكتبت في هذه المجلة لمدة ثماني سنوات متتالية، كما كتبت في مجلات عربية عدة منها مجلة الدوحة.
في لبنان، أثرت سمارة أدبيًا واجتماعيًا بشكل مباشر بعدة أدباء وكُتاب، كان منهم الأديبة السورية غادة السمان، والروائية اللبنانية حنان الشيخ، وقد كانت بدايات حنان الشيخ في مجال الكتابة قد جاءت بعد تأثرها بشكلٍ مباشر بصديقتها سمارة في لبنان، إذ تقول الشيخ: "في سن الرابعة عشرة انتبهت إلى أن صديقتي في المدرسة نهى سمارة الكاتبة الفلسطينية لاحقًا، تكتب في صفحة الشباب في جريدة السياسة، فبدأت أكتب أنا أيضًا".
كانت سمارة واحدة من أبرز الكاتبات الفلسطينيات إلى جانب كل من نتالي حنظل وجين سعيد مقدسي وعدنية شبلي وليلى الأطرش ونعومي شهاب ناي ونبال ثوابتة وسلمى الدباغ وحزامة حبايب ورندا جرار واللواتي خُصص لهن برفقة سمارة كتاب "أنطولوجيا كاتبات فلسطينيات" الصادر عام 2006 باللغة الإنجليزية.

## مؤلفاتها
لها مجموعة من المؤلفات، من أبرزها:
- «في مدينة المستنقع»، عن دار الآفاق الجديدة للنشر في بيروت، عام 1973.[16][17]

- «الطاولات عاشت أكثر من أمين»، عن دار الآفاق الجديدة للنشر في بيروت، عام 1981.[18][19][20]

- «المرأة العربية: نظرة متفائلة»، عن دار مؤسسة المعارف للطباعة والنشر في بيروت، عام 1993، وقد نُشر لها عقب وفاتها.[21][3]

- شاركت في كتابة كتاب «قصات» (Qissat: Short Stories by Palestinian Women)، الصادر باللغة الإنجليزية عن دار تليغرام للنشر في لندن، عام 2006.[14][15]

## وفاتها
تُوفيت نهى سمارة يوم الاثنين الموافق 1 يونيو 1992 في لندن بعد صراعٍ مع مرض السرطان، ودُفِنت في لندن.
كانت قد نعتها عد جهات أدبية فلسطينية ولبنانية وعربية، كما نعتها الروائية لبنانية حنان الشيخ قائلةً: "حزنت عندما تذكرت الكثير بعد موتها.. موت الصديق أصعب من موت الأهل".

## تكريمها
تكريمًا وتقديرًا لنهى سمارة؛ فقد أقيم عقب وفاتها ندوة تكريمية تذكارية لها وذلك بتاريخ 27 يونيو 1992 في "دار الندوة" في العاصمة اللبنانية بيروت حضرها حشدٌ من الأدباء والكتاب والمثقفين.

## وصلات خارجية
- نهى سمارة على موقع أرشيف الشارخ.